# Вилла дель-Казале

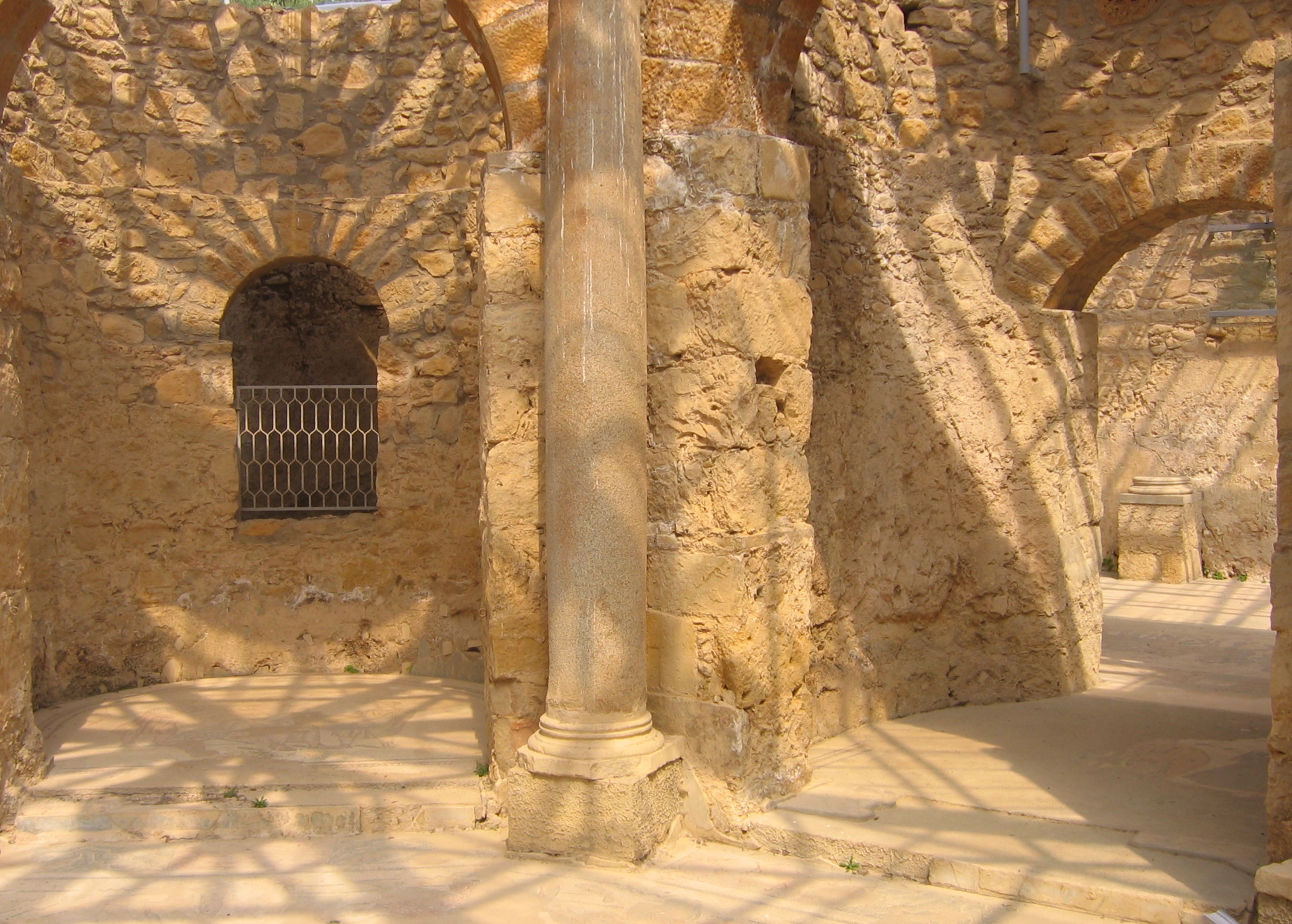
Фригидарий

Вилла дель-Казале (итал. Villa Romana del Casale, сиц. Villa Rumana dû Casali) — древнеримская вилла, построенная в первой четверти IV века н. э. и расположенная примерно в 5 км от города Пьяцца-Армерина на Сицилии. 
Вилла была центральной усадьбой крупного поместья и представляет собой одно из самых роскошных строений подобного рода. В начале IV века н. э. на вилле проживал римский император Максимиан Геркулий. 
Вилла известна в первую очередь благодаря прекрасно сохранившимся мозаикам, украшающим почти каждую комнату. Эти мозаики являются одной из богатейших коллекций древнеримского искусства, сохранившихся in-situ. В 1997 году признана ЮНЕСКО памятником Всемирного наследия.

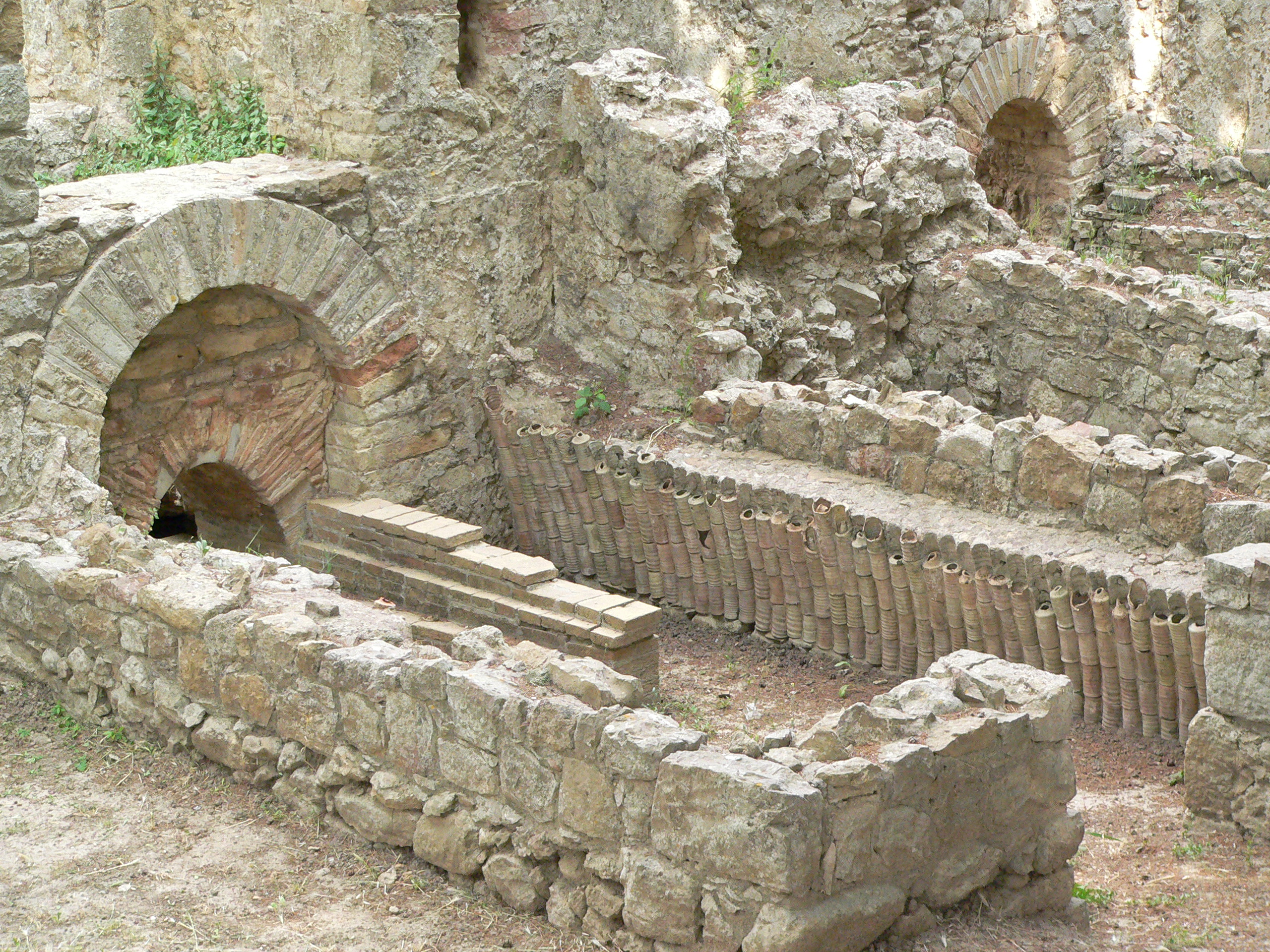
Водопровод
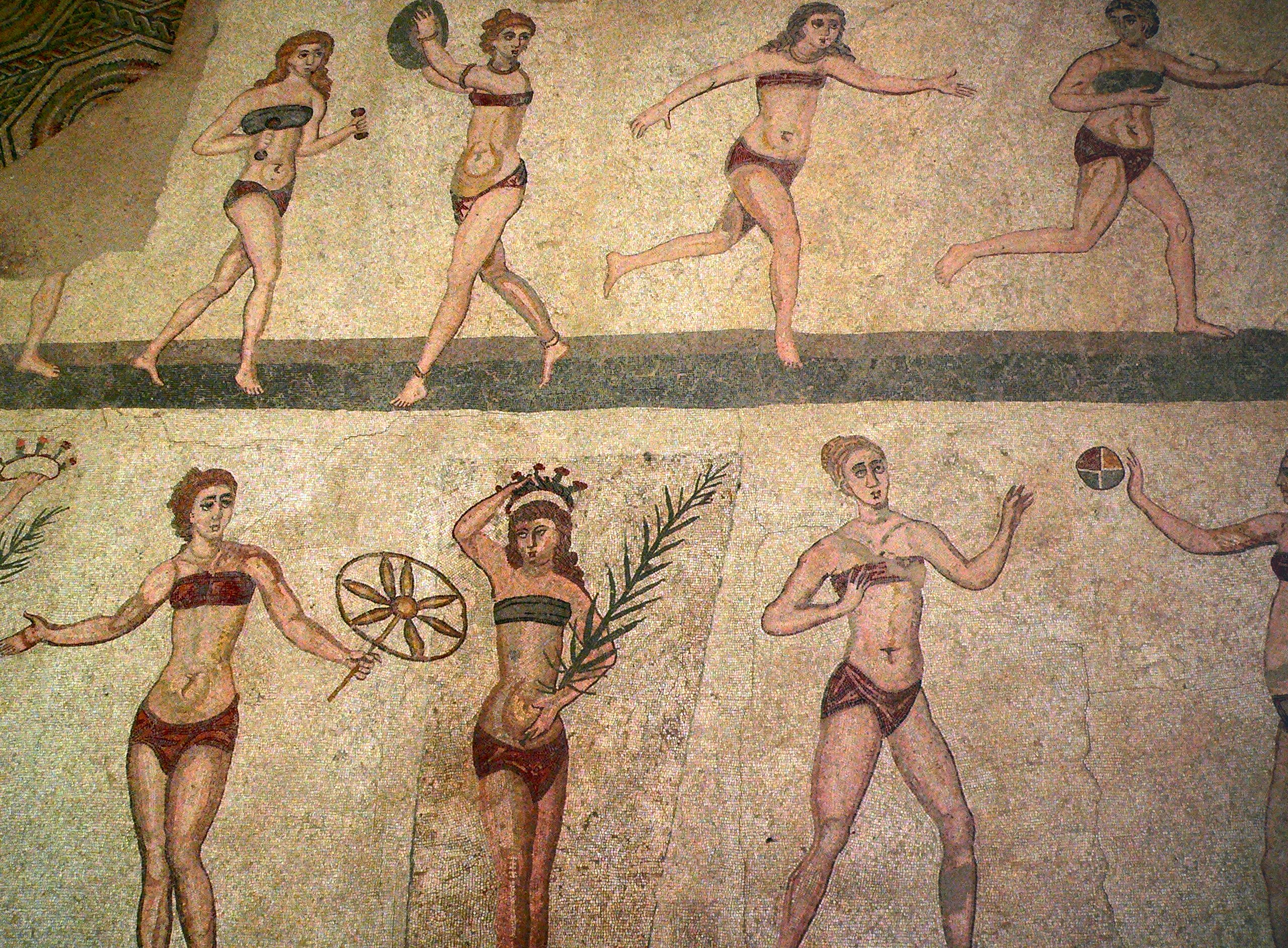
Девушки в «бикини»
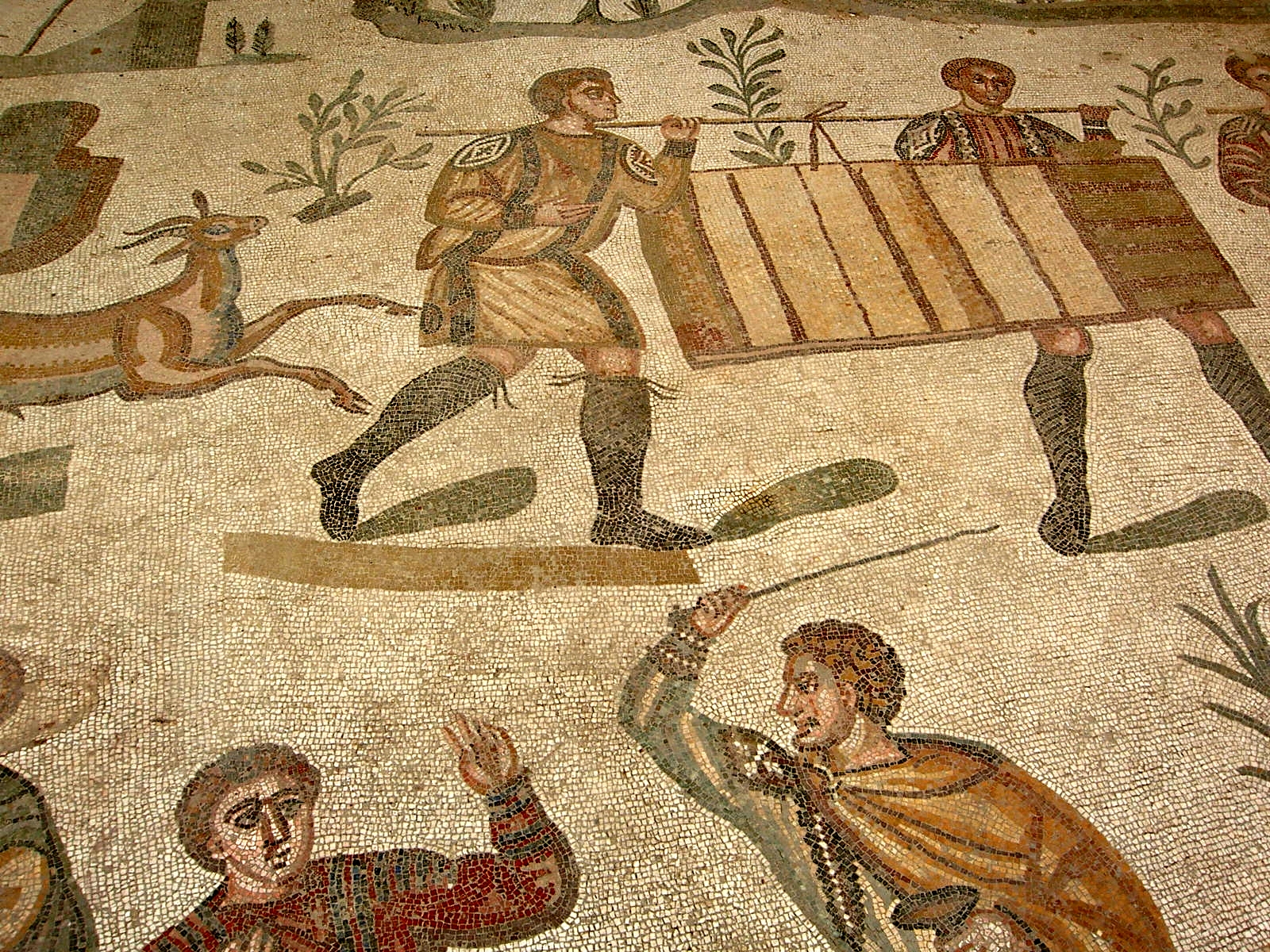
Охота
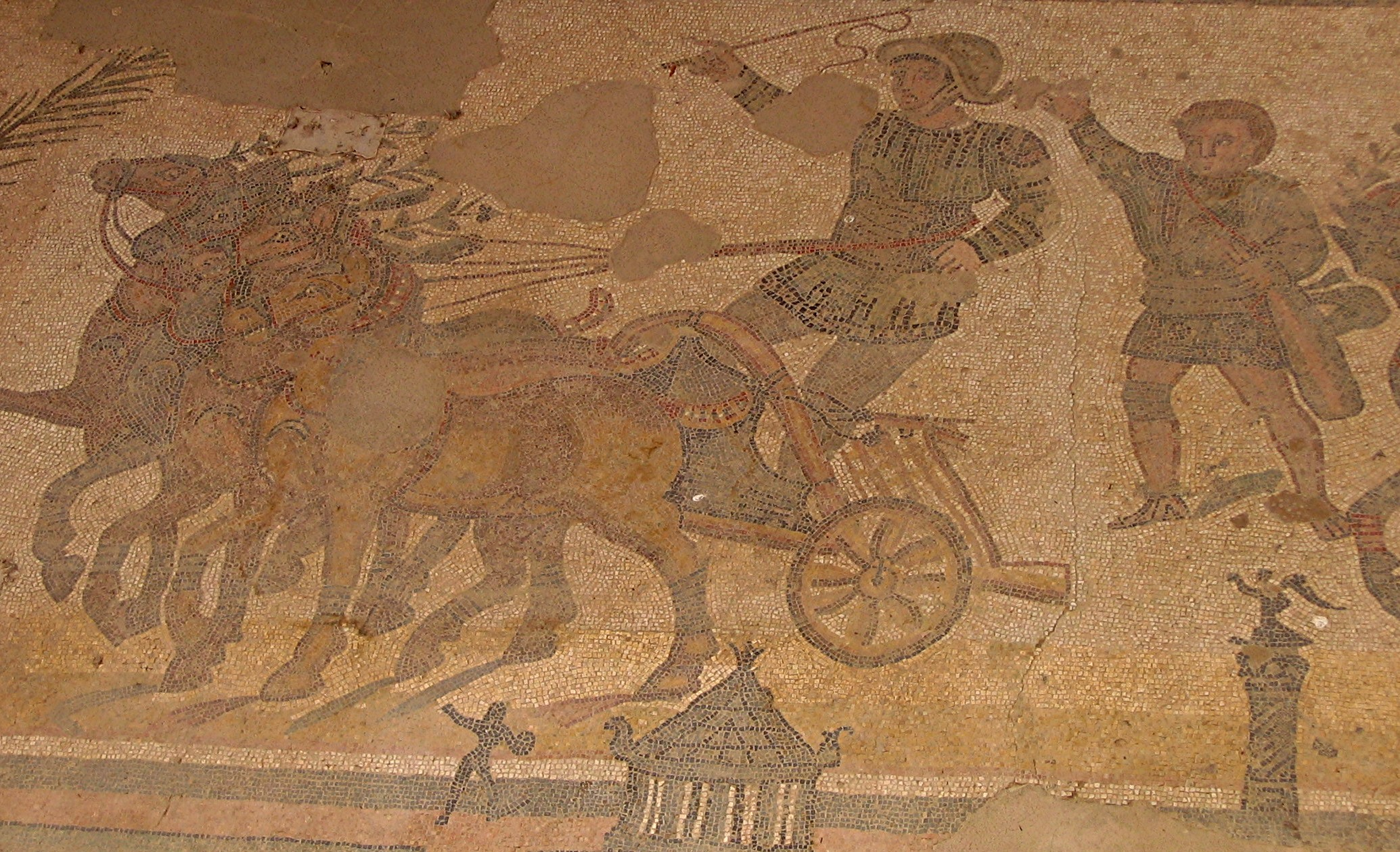
Скачки
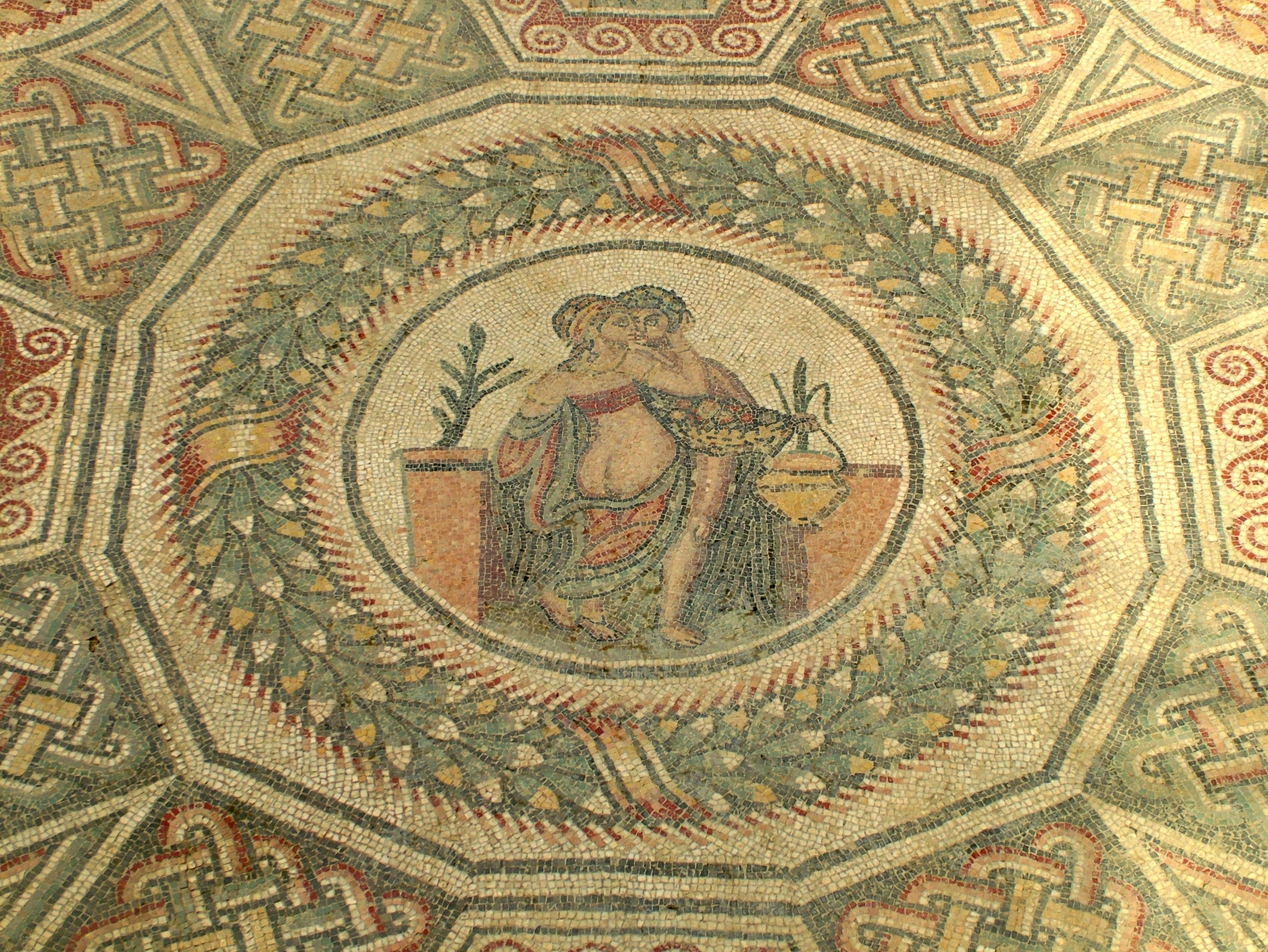
Эротическая мозаика
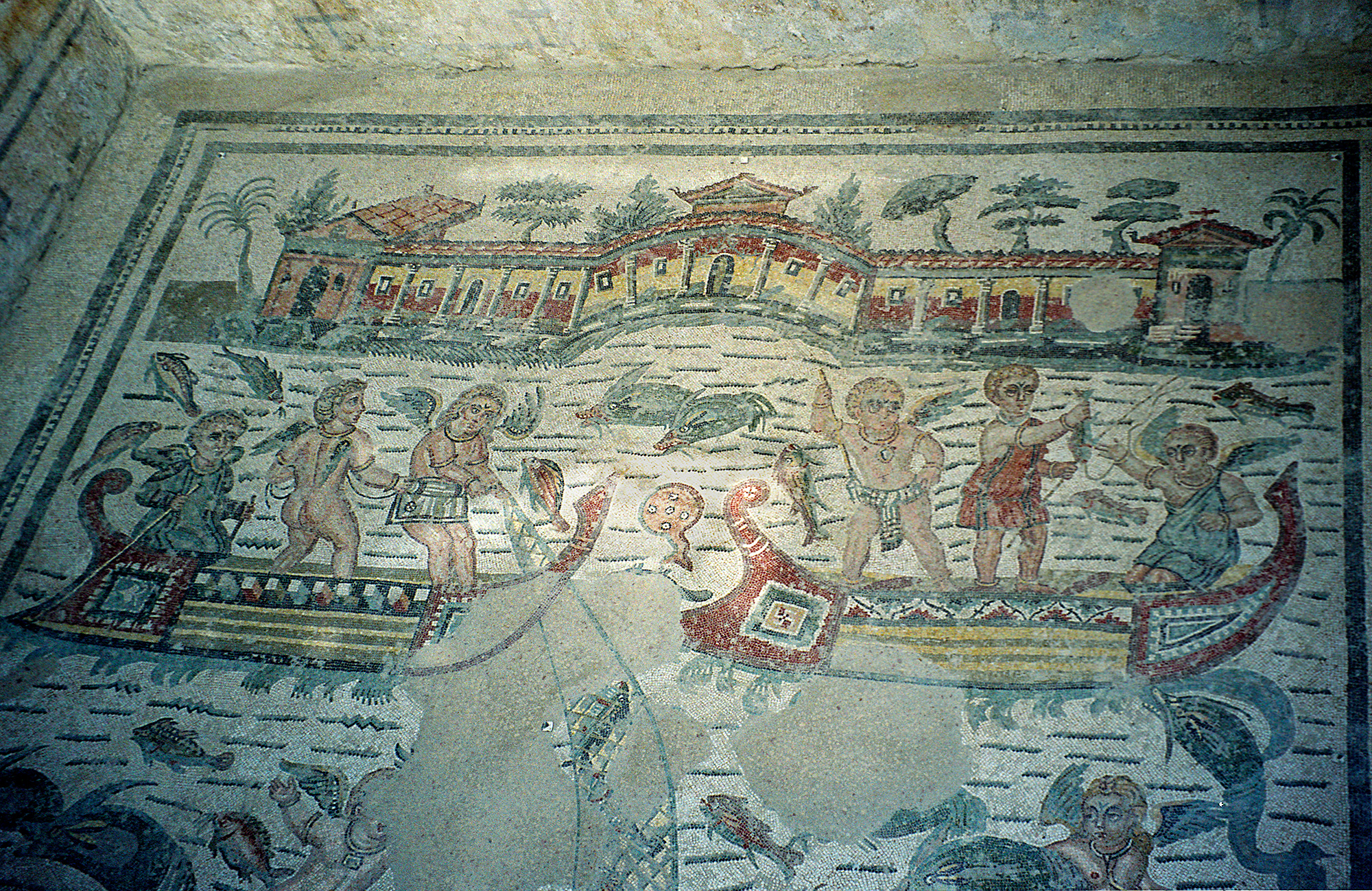
Рыбачащие купидоны
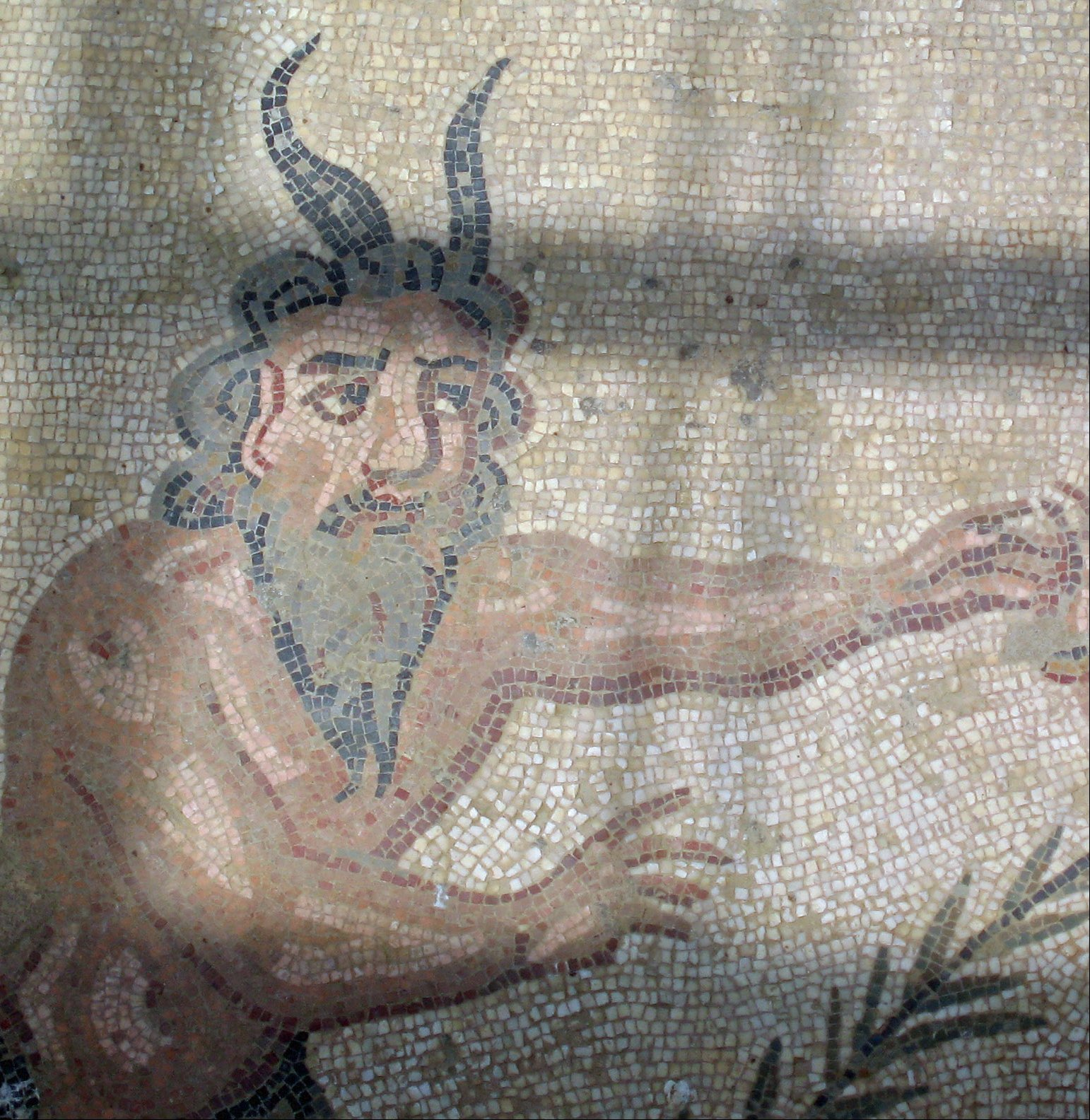
Сатир
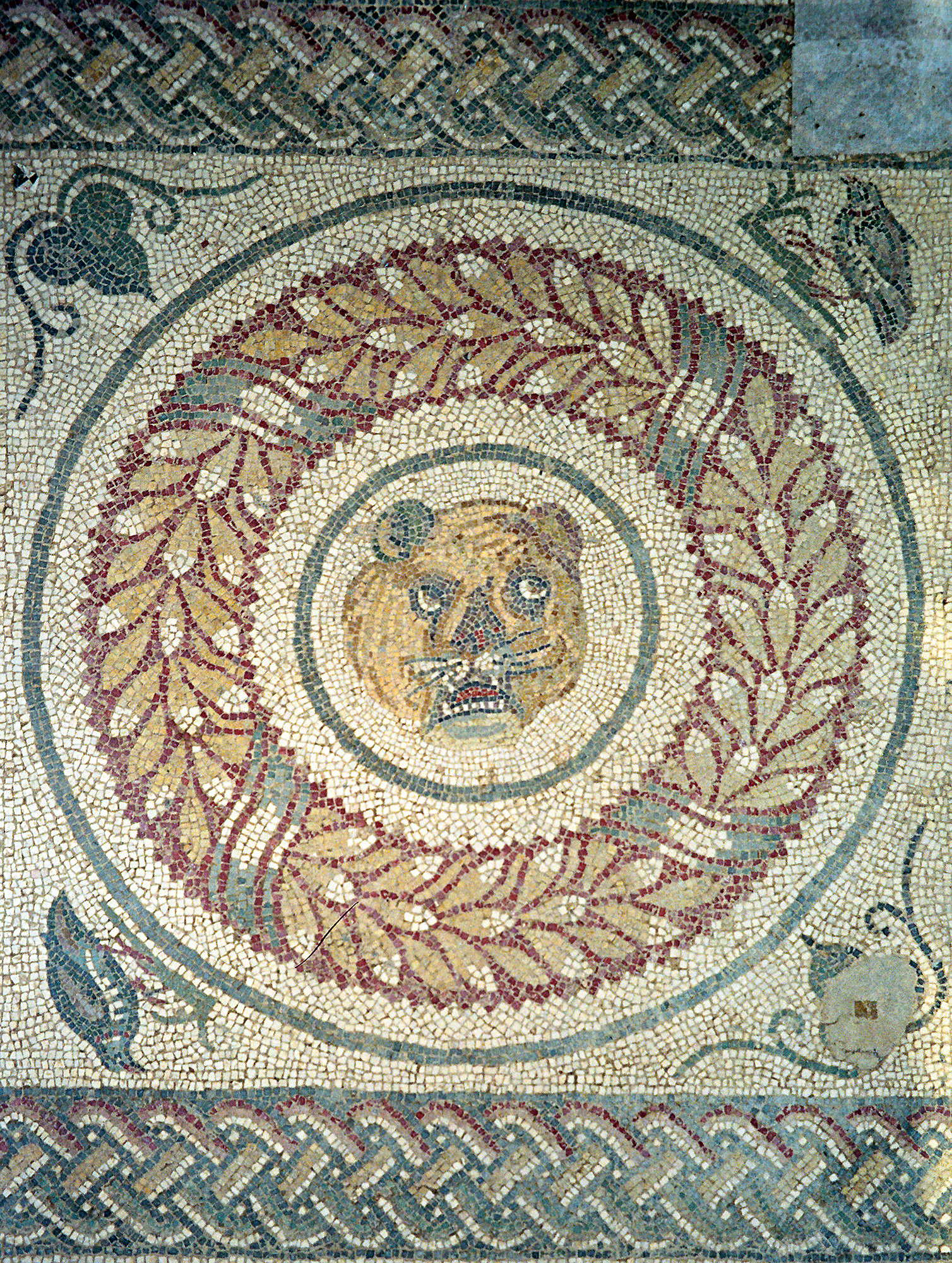
Голова тигра
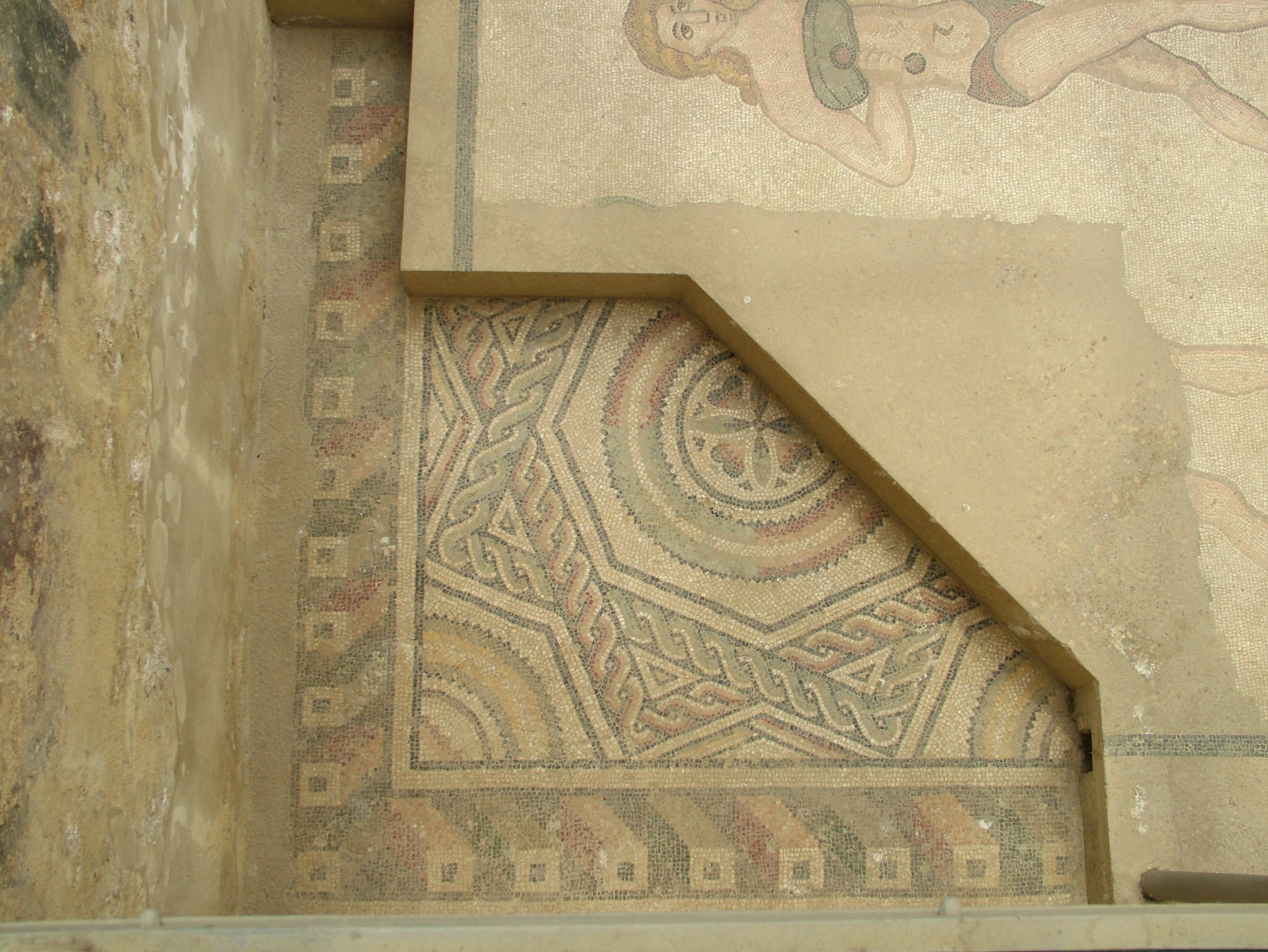
Нижний слой мозаики
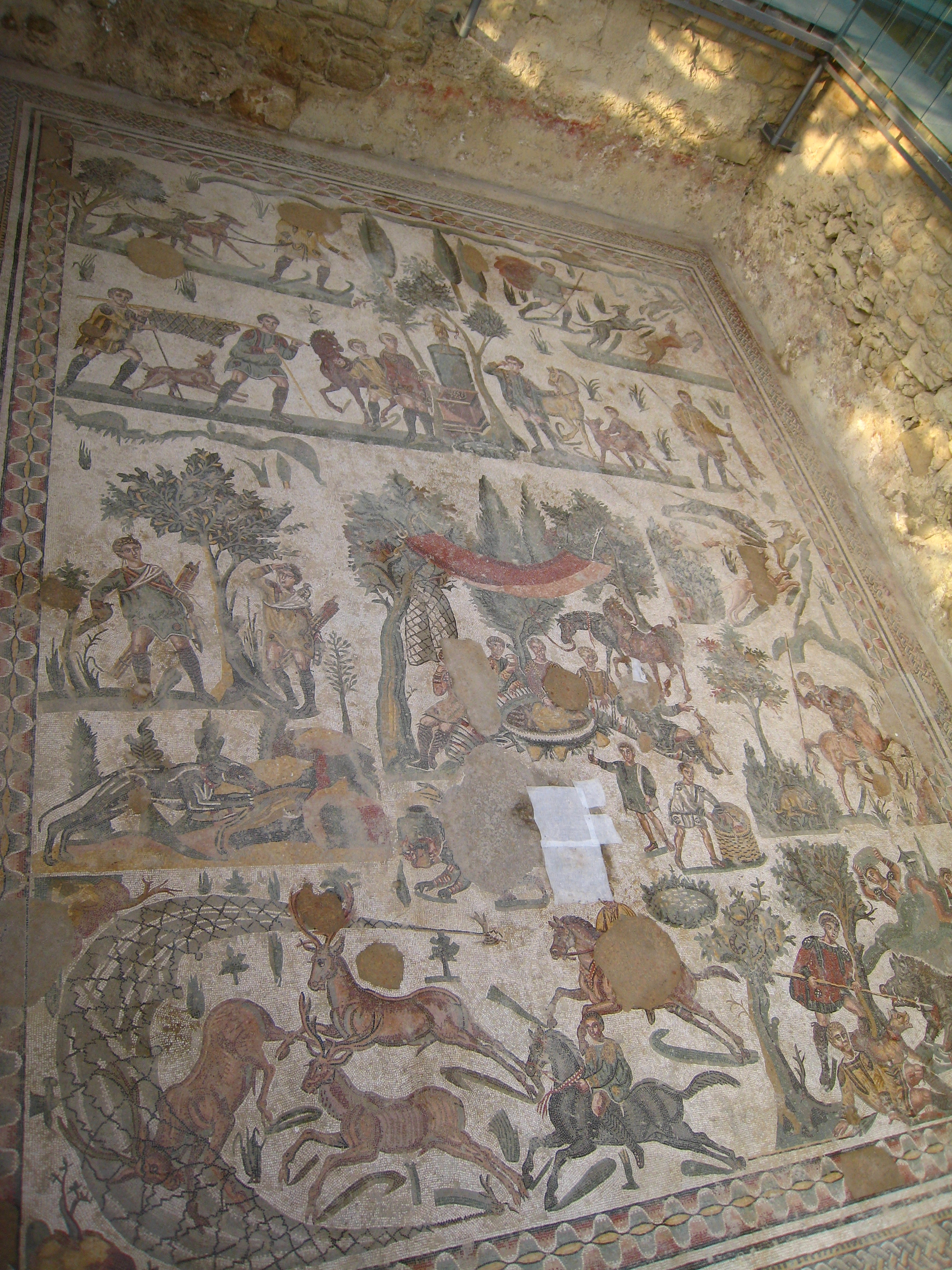
Малая охотничья мозаика
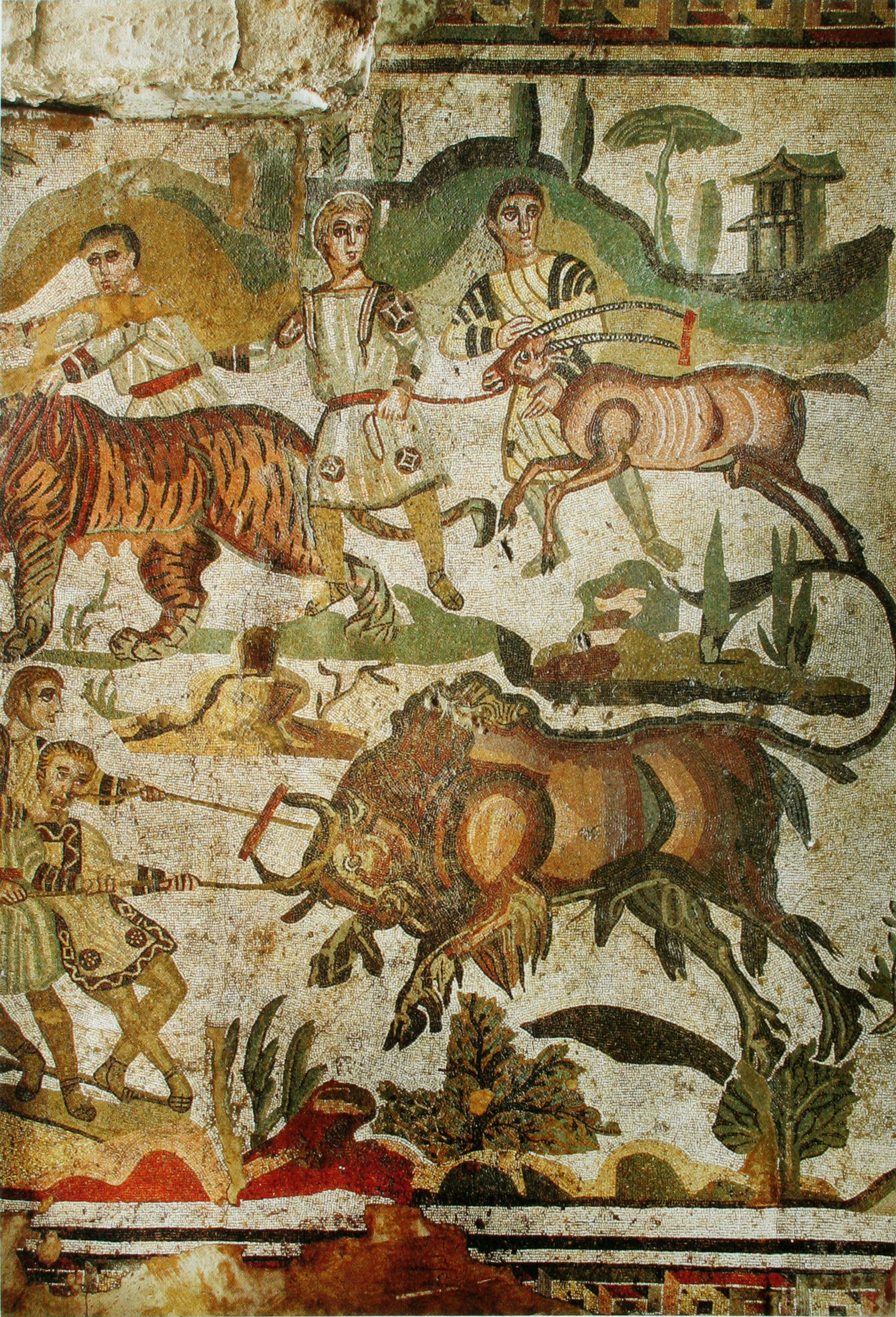
Мозаика Великой охоты
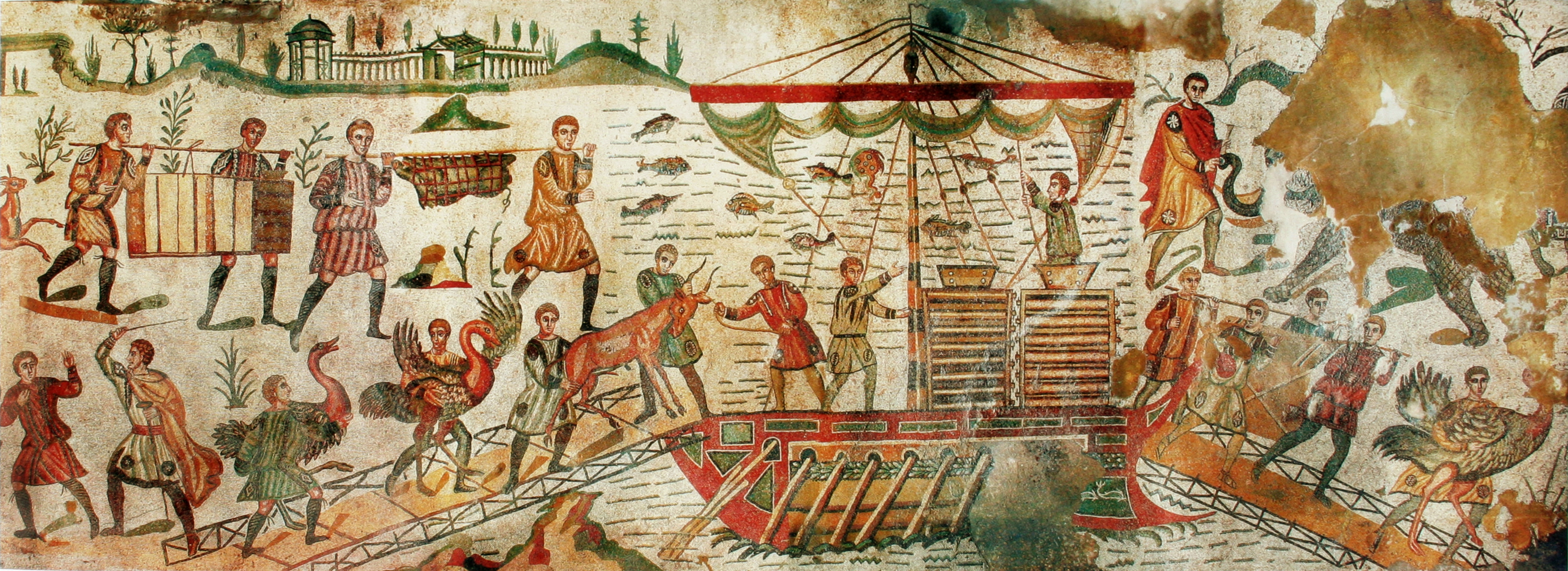
Мозаика Большая охота — отлов и перевозка животных
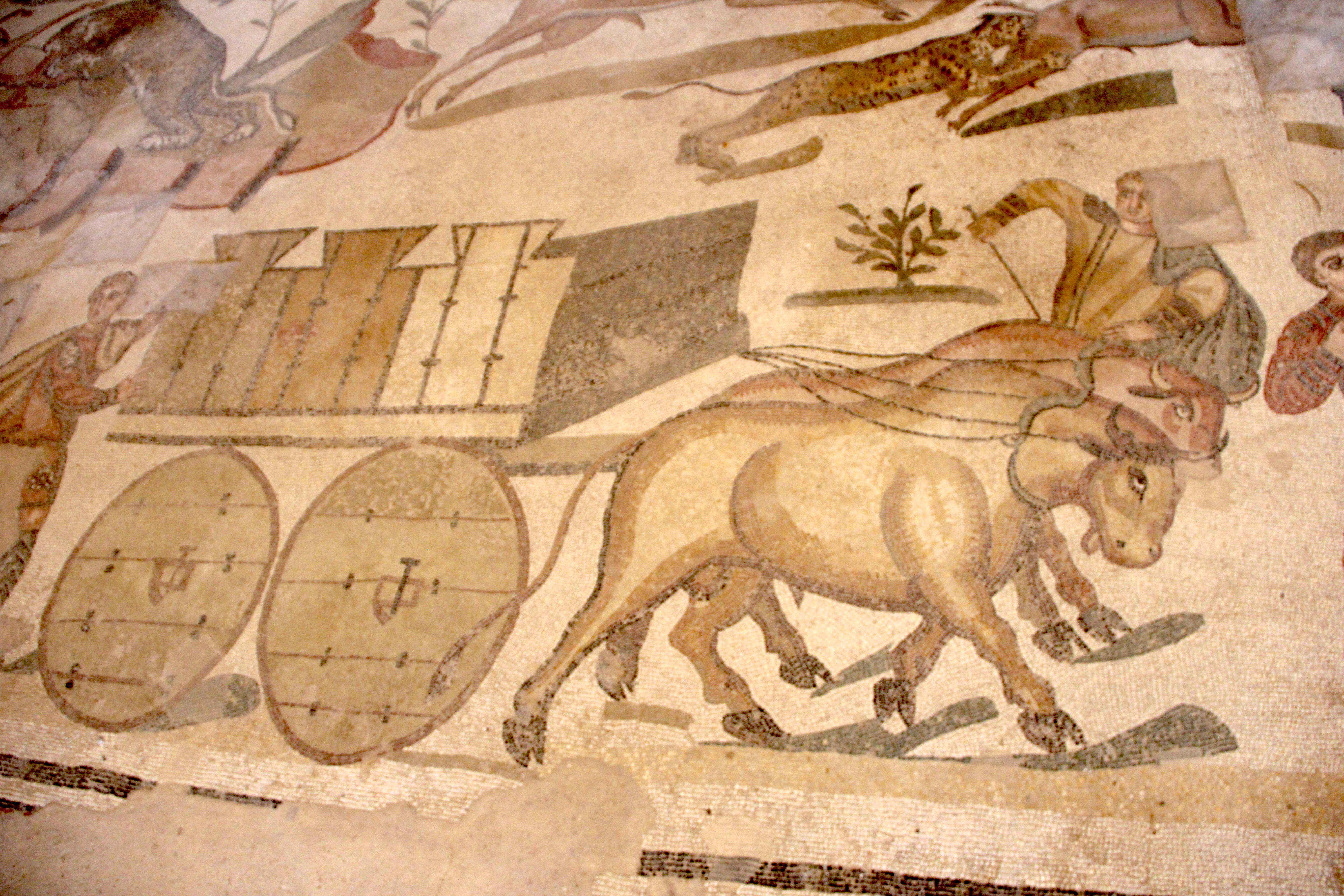
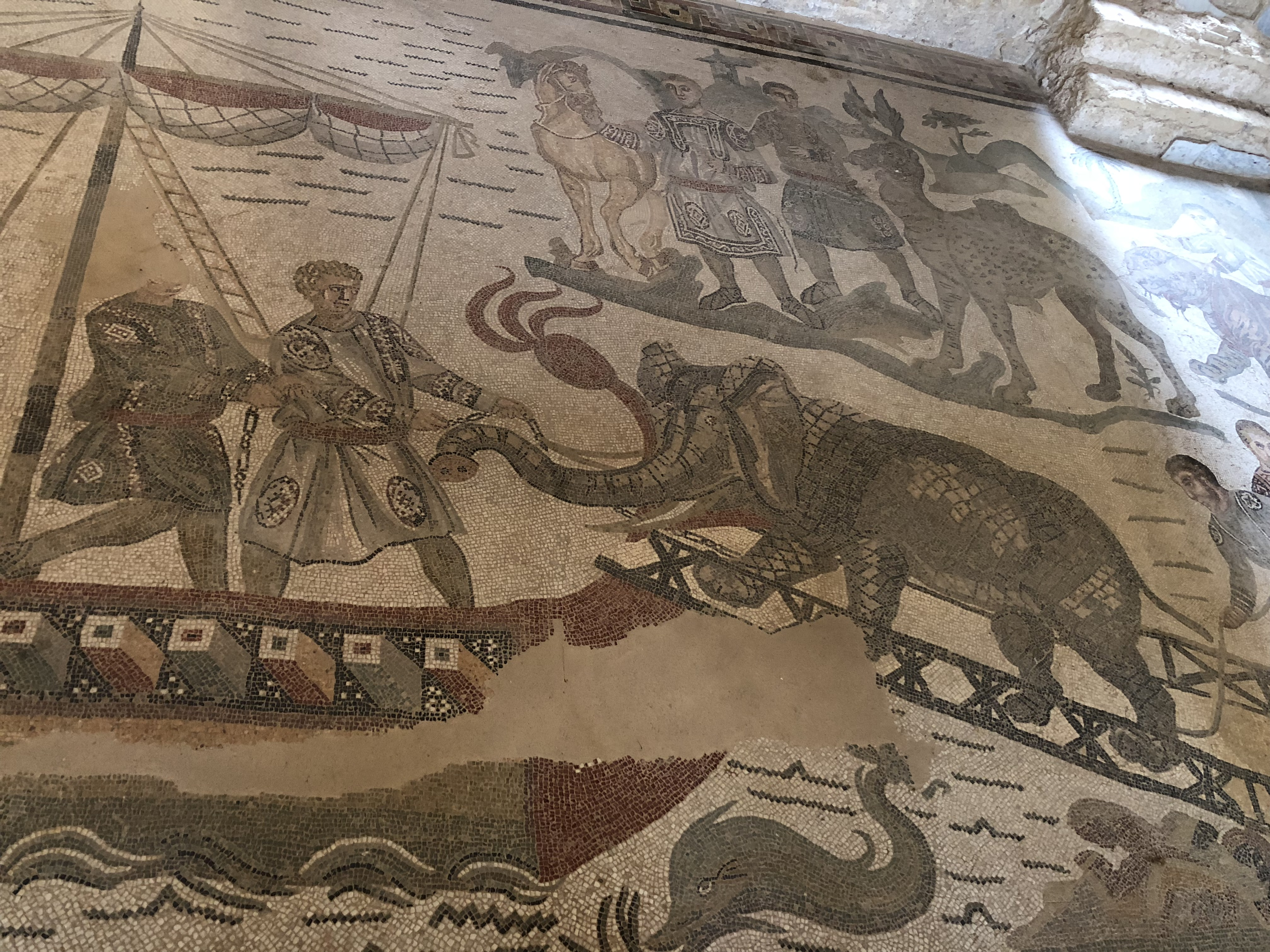
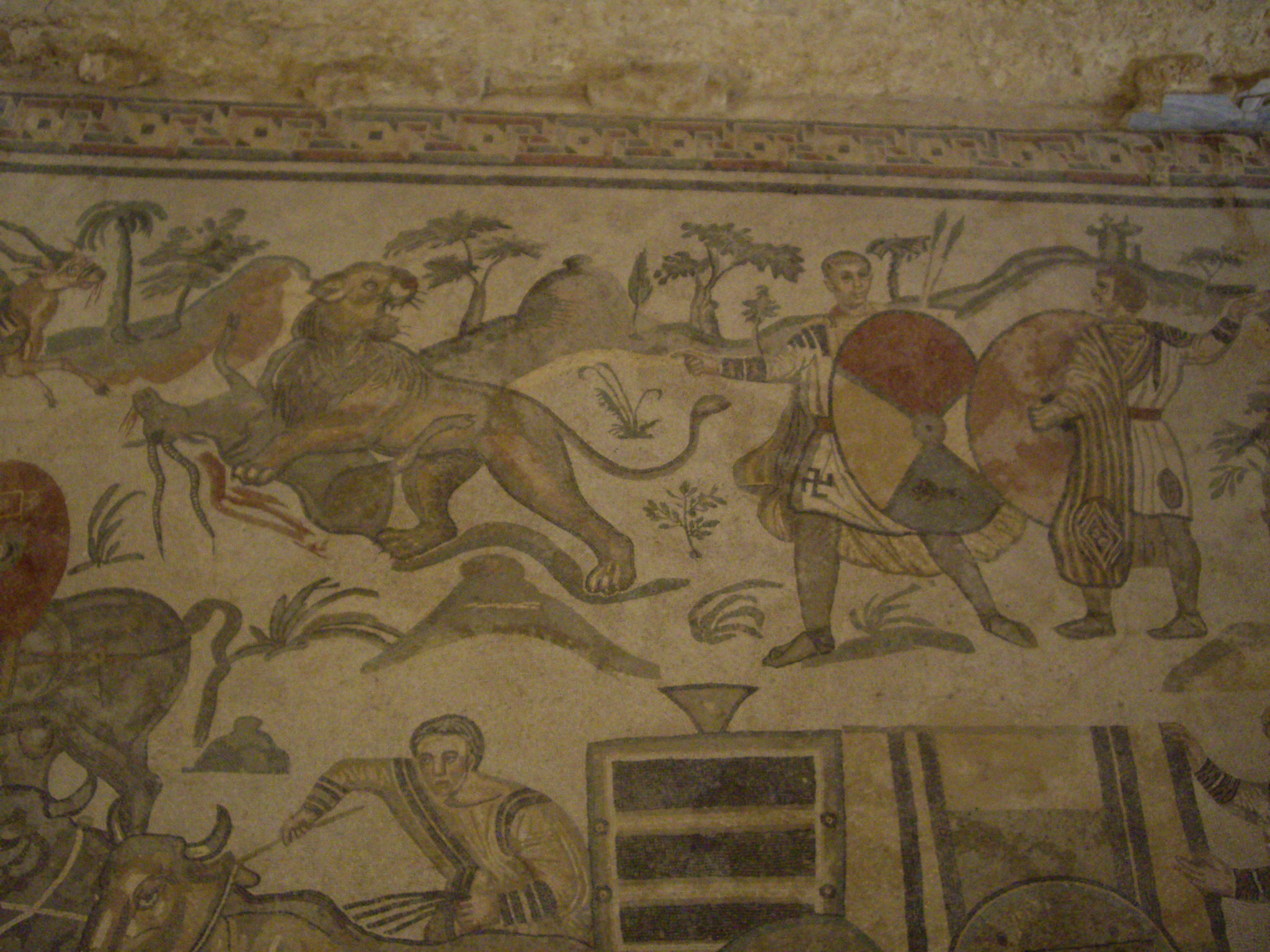
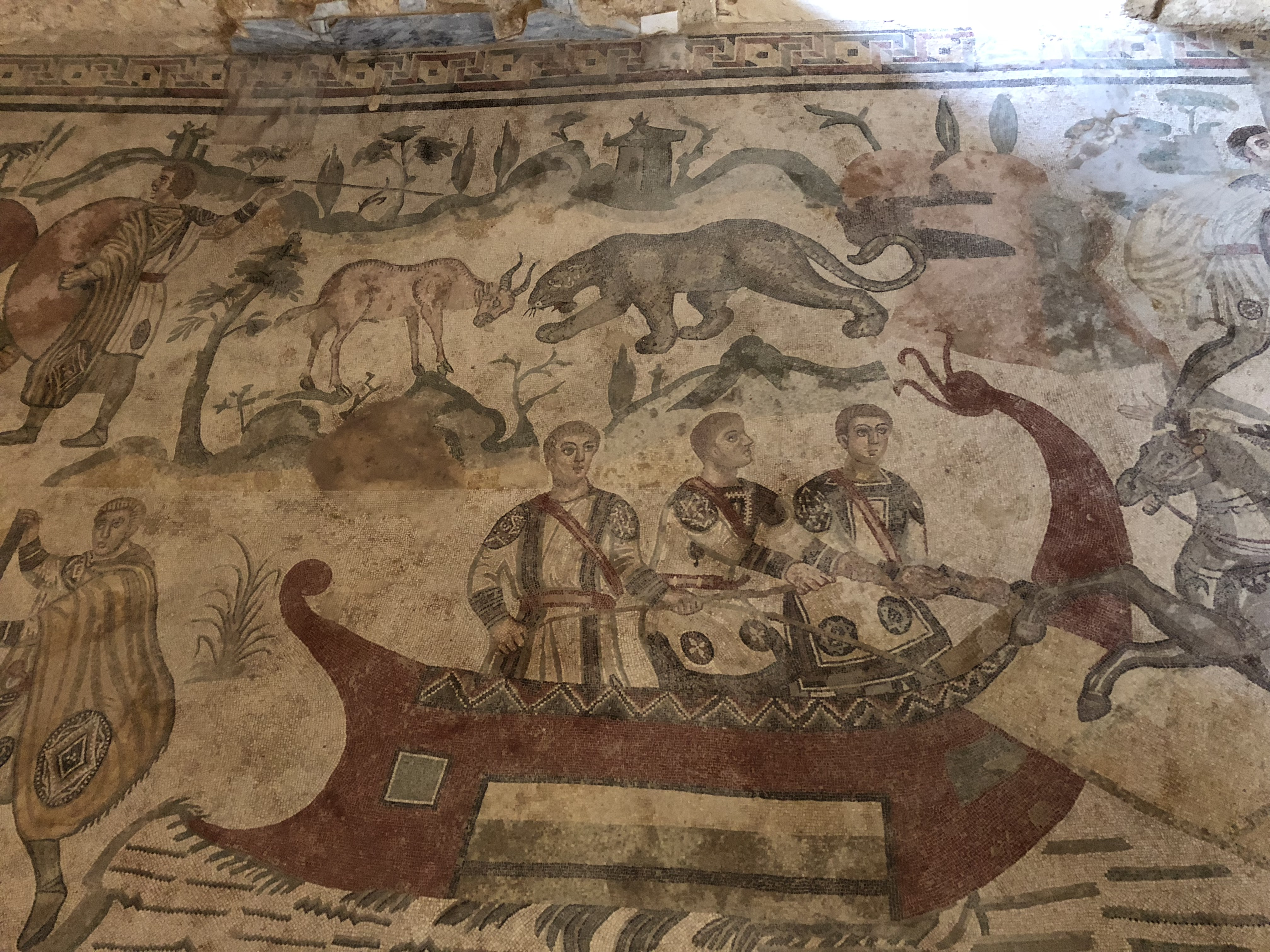
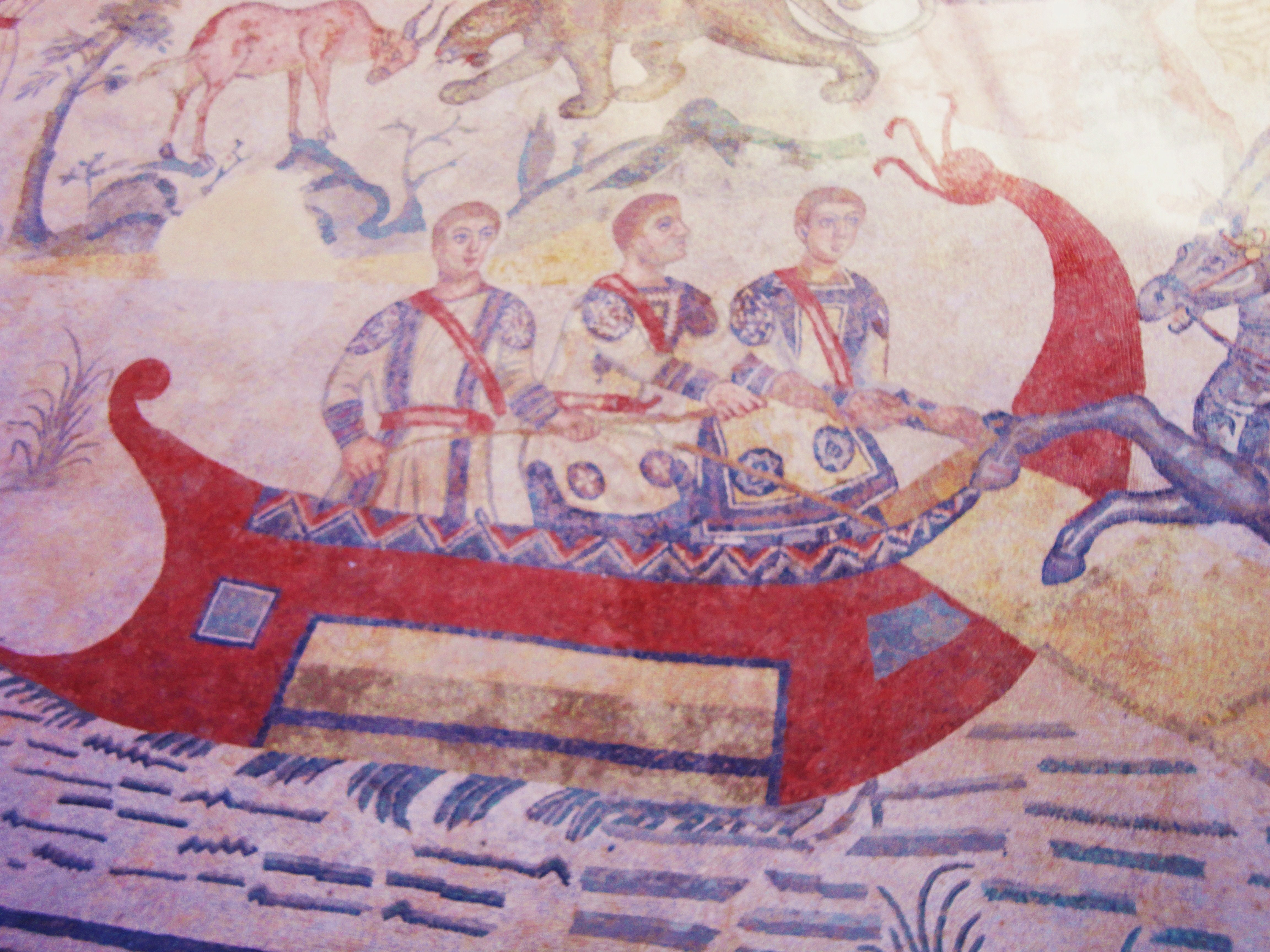
Корабль на мозаике Великой охоты
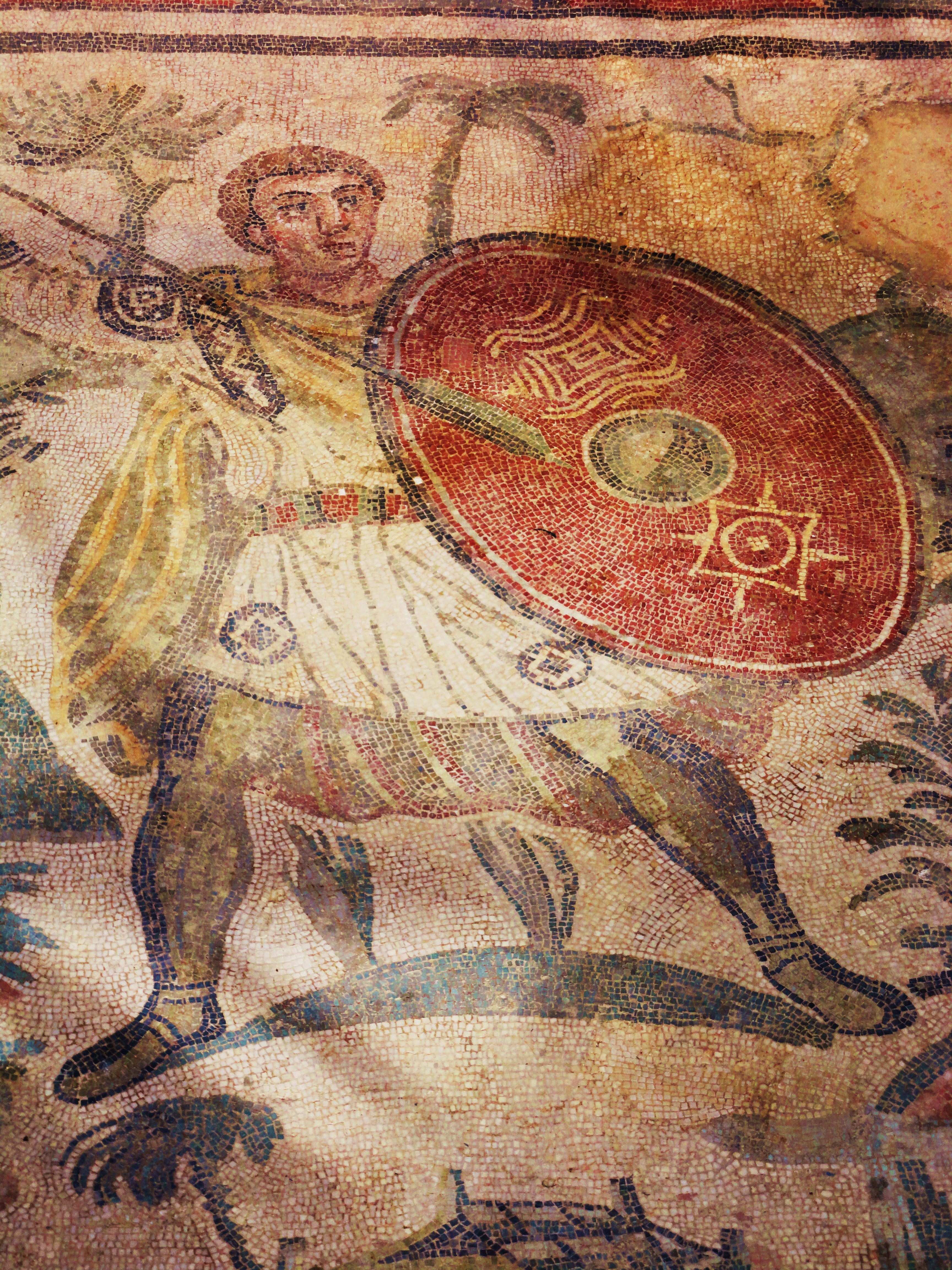
Охотник на мозаике Великой охоты
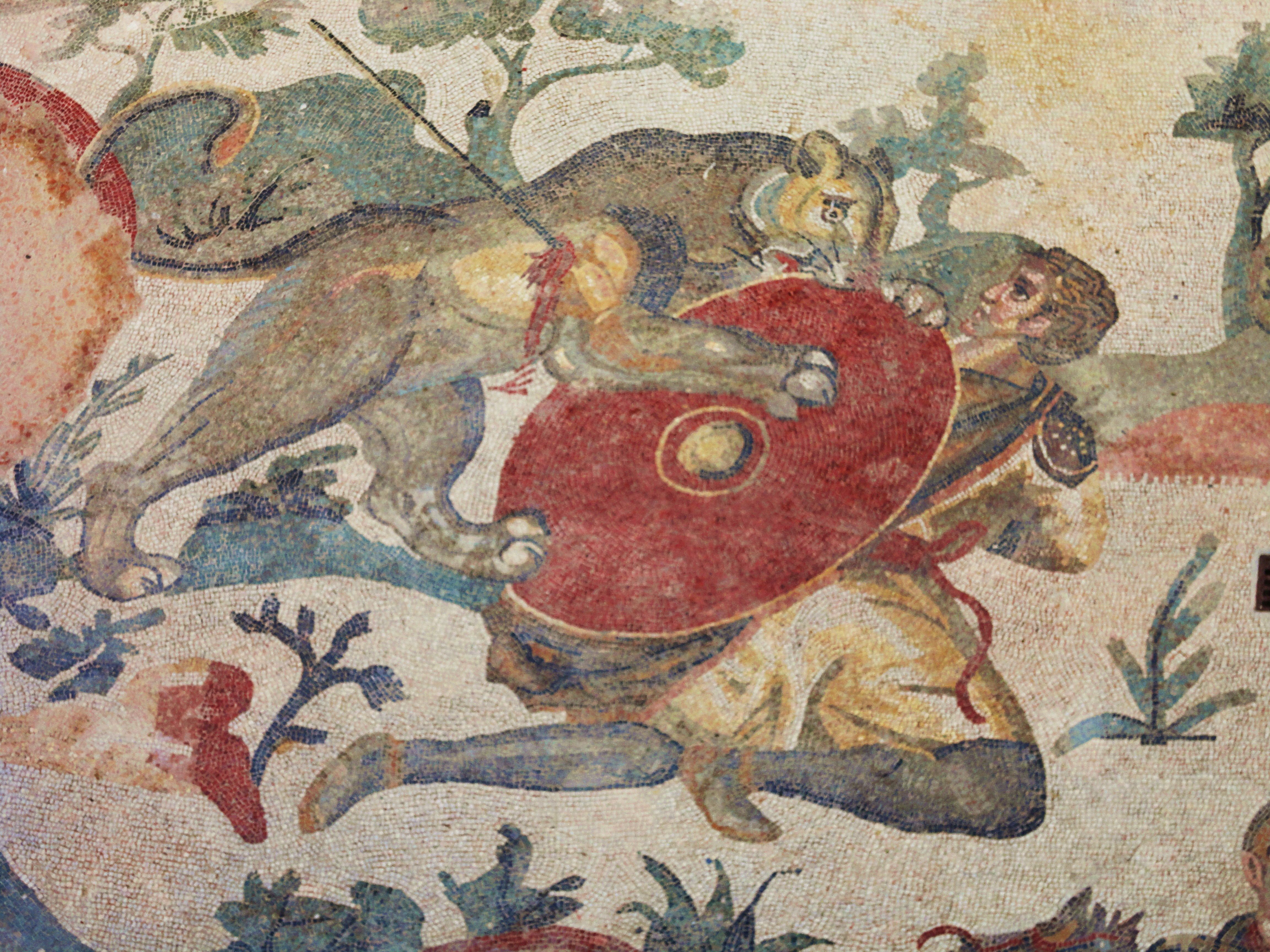
Львица нападает на охотника на мозаике Великой охоты
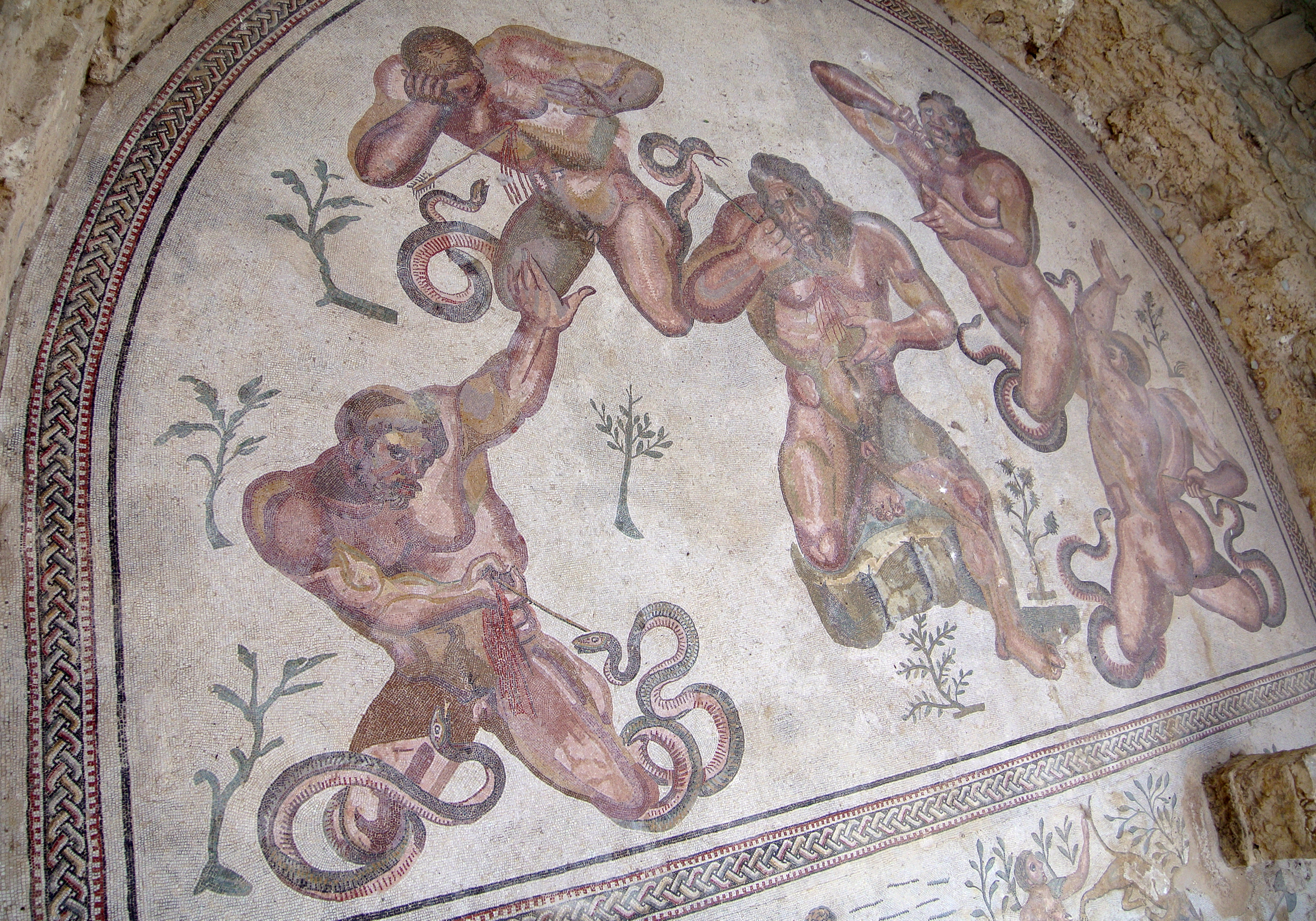
Мозаика гигантов
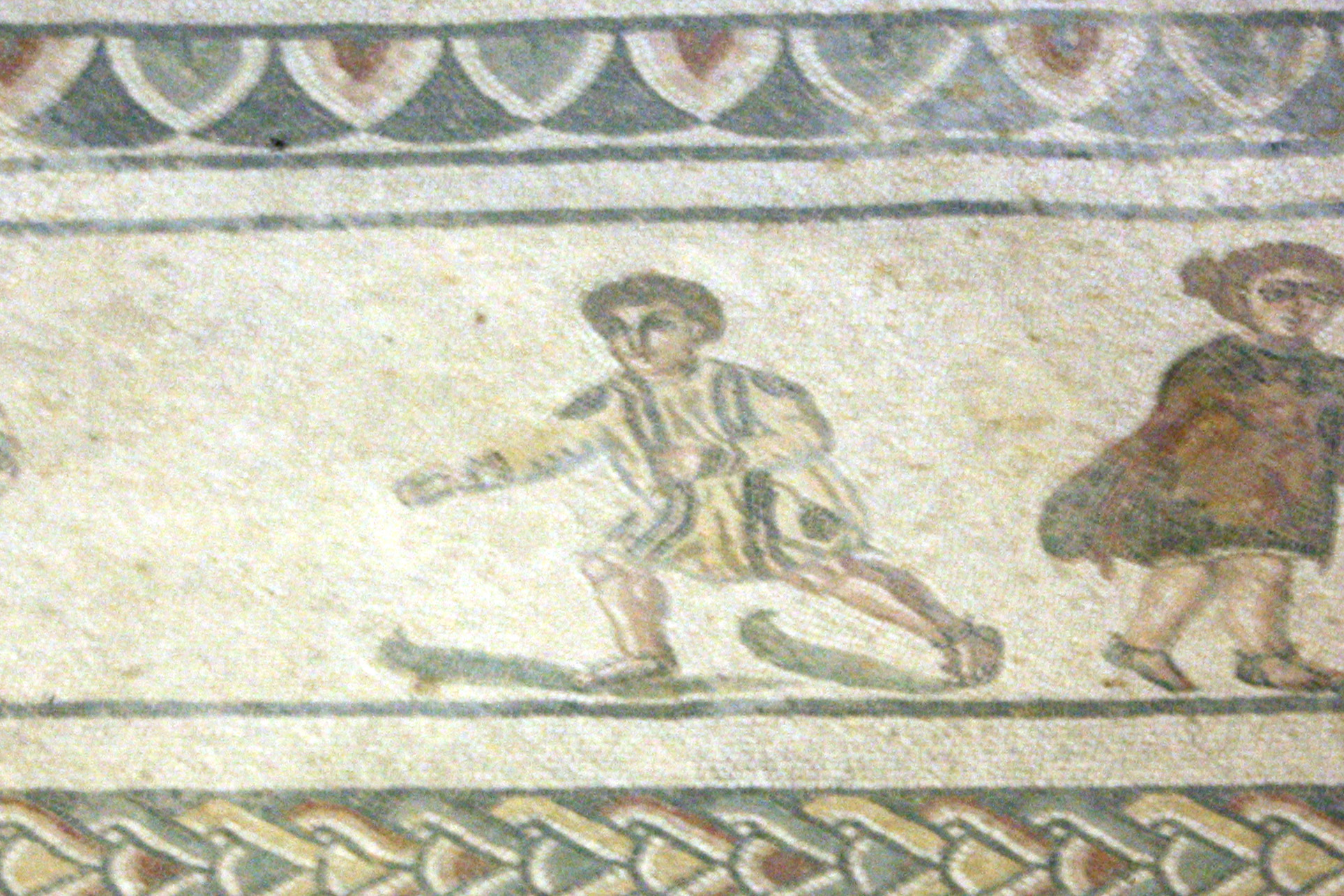
«Лыжник», молодежь в движении (не на лыжах)
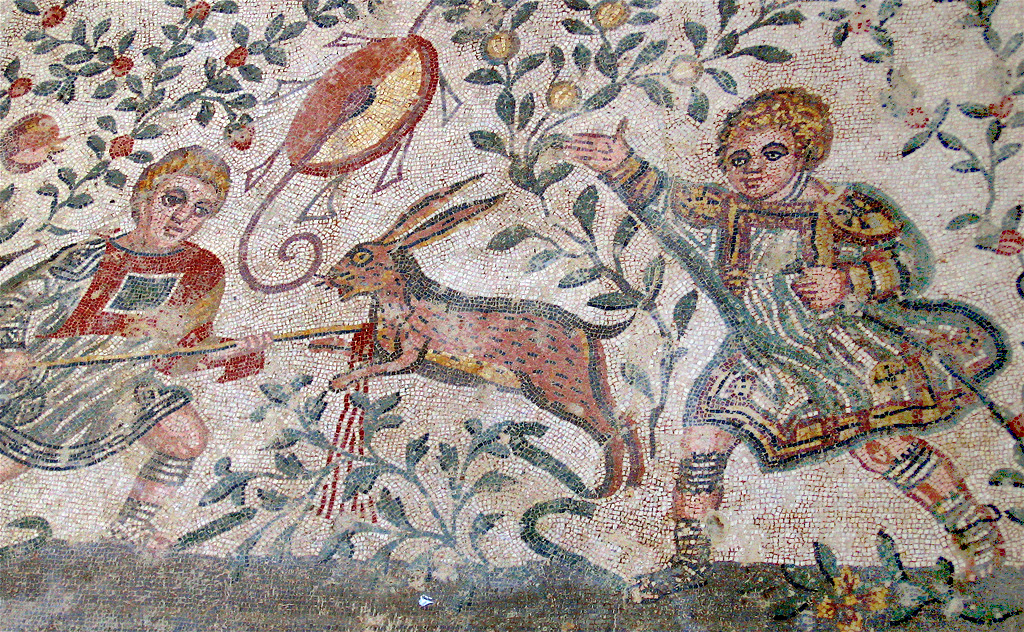
Молодые мальчики, охотящиеся на кролика. Детская охотничья мозаика
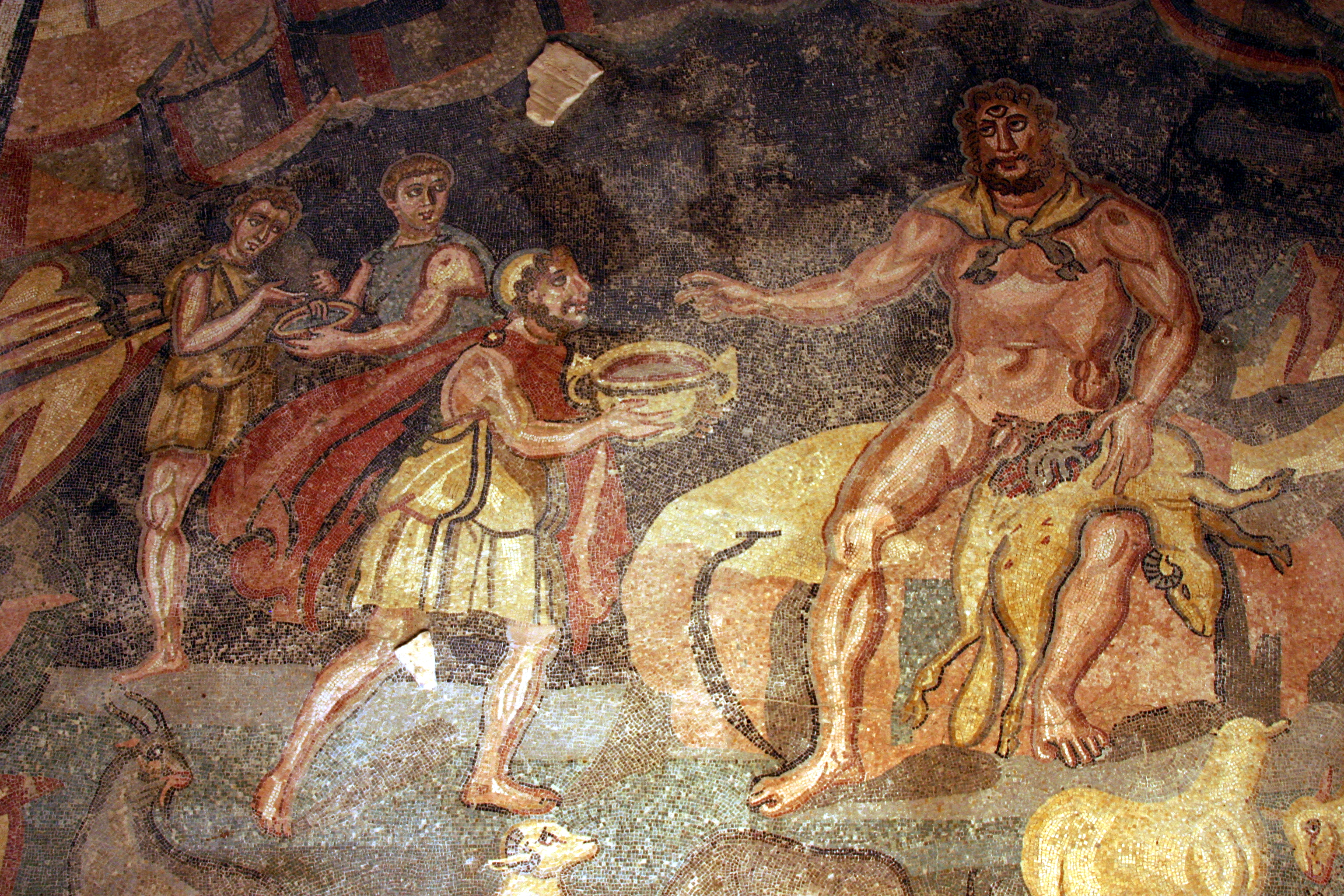
Полифем получает чашку вина от Улисса. Прихожая (37) северной квартиры.
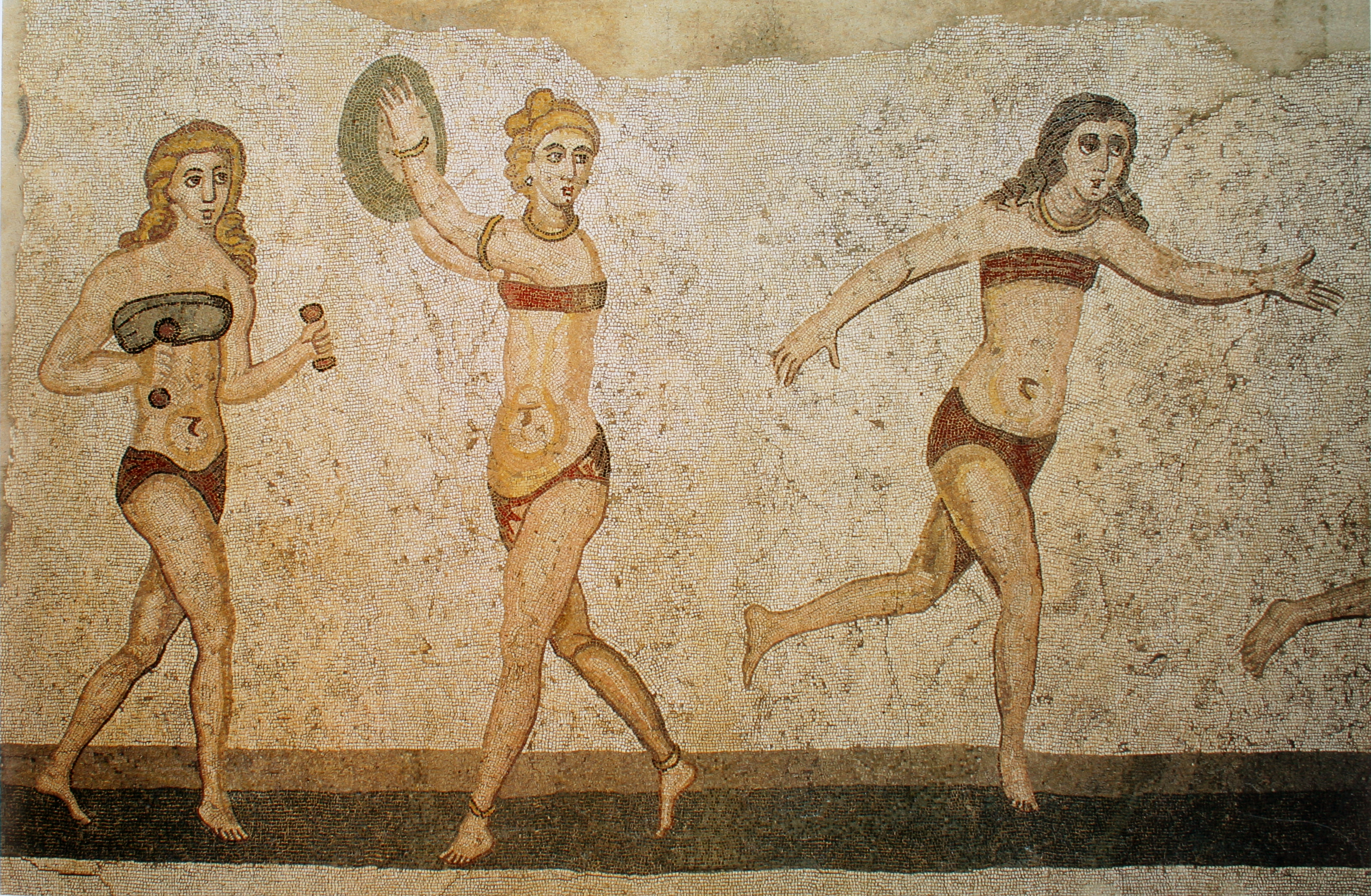
Мозаика с «бикини»
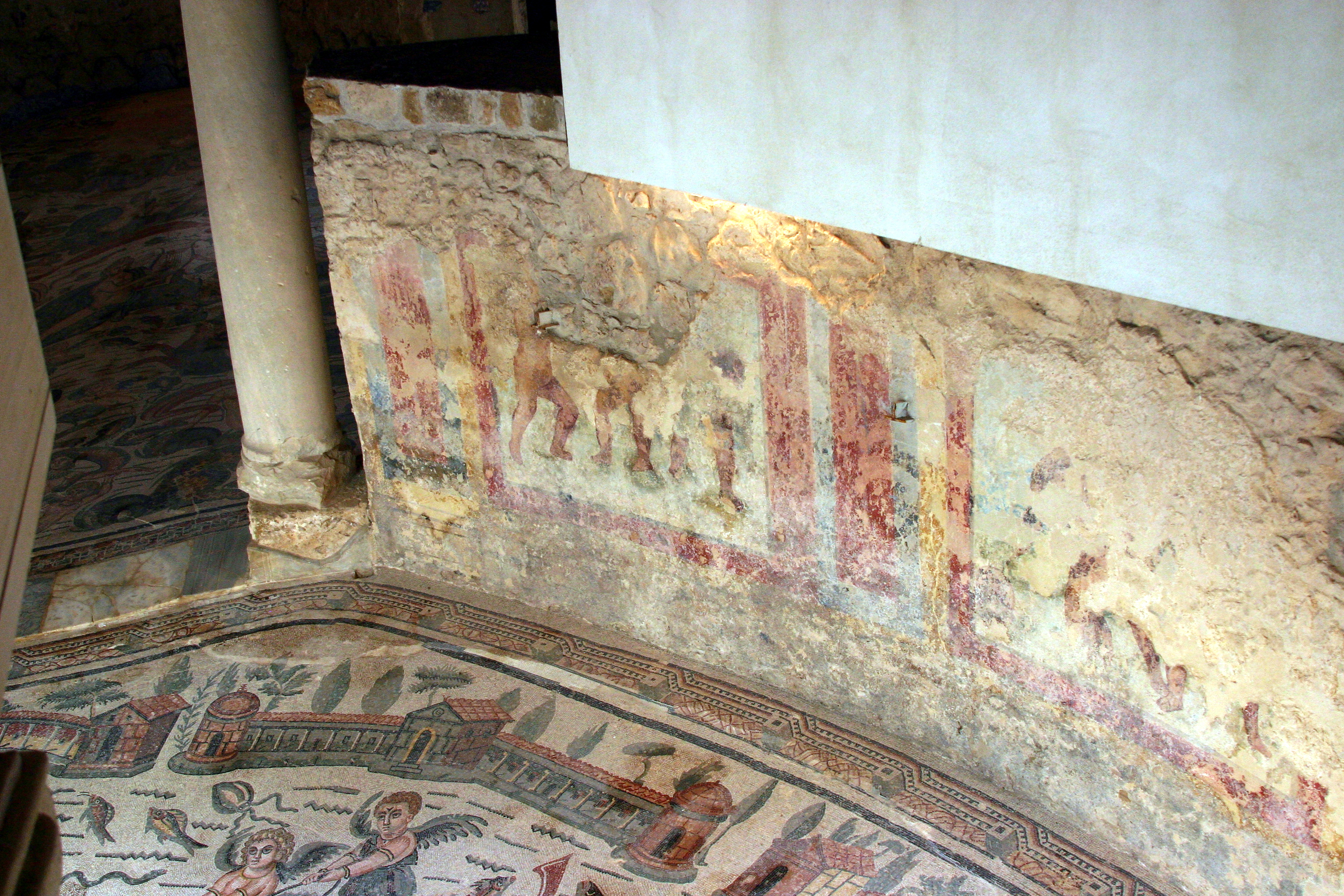
Фреска — Полукруглый атриум